# Trompa (građevinarstvo)
Trompa (od franc. riječi trompe, u značenju varka ili lovački rog) je naziv za konstruktivno rješenje prijelaza s kvadratičnog tlocrta u poligonalni ili kružni, čime se dobiva osnova za izgradnju kupole.
Trompa ima oblik konične (ljevkaste) niše: ona smanjuje raspon između kvadratične osnove ziđa i stvara osnovu za uravnoteženo preuzimanje sila potiska tambura i kupole.
Trompe se u previlu upotrebljavaju pri kupolnome presvođivanju manjih kvadratičnih prostora a javljaju se u graditeljstvu Istoka i europskom graditeljstvu srednjega vijeka.
Nešto mlađi, te tehnički i estetski savršeniji prijelaz s kvadratične osnove ziđa na kružnu osnovu kupole je onaj izveden pomoću pandantiva.

## Literatura
- Damjanov/Radulić 1967 - Damjanov, Jadranka; Radulić, Ksenija: Trompa, Umjetnost (Likovne umjetnosti), 3. izdanje, Zagreb, 1967, str. 259
- Domljan 1966 – Žarko Domljan: Trompa, Enciklopedija likovnih umjetnosti, sv. 4, Zagreb, 1966, str. 455
- Müller/Vogel 1999 - Werner Müller; Gunther Vogel: Atlas arhitekture 1, preveo Milan Pelc, Zagreb, 1999, str. 49